# فرد باند جونیور
فرد گینز باند جونیور (.Fred Gaines Bond Jr)‏ (۱ ژانویه ۱۹۲۹–۱ ژوئن ۱۹۹۷)، نمایندهٔ صنعت تنباکو و سیاستمدار وابسته با شرکت پایاسازی تنباکوی دوددهی شده و سه دوره شهردار شهر کری ایالات کارولینای شمالی بود.
پس از مرگ باند، از وی به‌عنوان «بنیان‌گذار» شهر کری ستایش صورت گرفت. کوکا بوت، شهرداری بعدی کری گفت: «هر آنچه که شهر کری بود و هر آنچه که در آینده خواهد بود، به‌واسطه رهبری فرد باند است».

## اوایل زندگی
باند در شهرستان البرت ایالت جورجیا متولد شد و در مزرعهٔ ۱۰۲ جریب زمین پنبه بزرگ شد؛ گندم، گرمک یا کیوی، هندوانه، سیب زمینی و محصولات غذایی برای مصرف خانواده نیز در این مزرعه کشت می‌شد. باند در سال ۱۹۴۵ از دبیرستان باومن فارغ شد و سپس در کالج کشاورزی آبراهام بالدوین که عمویش در آن استاد بود، به تحصیل پرداخت. این مؤسسه در آن‌زمان یک کالج دوساله بود؛ باند در سال ۱۹۴۷ فارغ شد. بعداً وارد دانشگاه جورجیا شد و در رشته اقتصاد کشاورزی در این دانشگاه تحصیل کرد. در جریان تعطیلات تابستانی، در مرکز آزمایشگاه کشاورزی ایالتی واقع شهر تیفتون جورجیا که در مورد تأثیر حشره‌کش‌ها بر تنباکو تحقیق می‌کرد، کار می‌نمود. در بهار سال ۱۹۴۹، چیزی کمتر از سه ساعت اعتبار از فارغ شدن باند مانده بود. با موافقت دانشگاه، به‌عنوان دستیار نمایندهٔ ترویج کشاورزی شهرستان در شهرستان ورت ایالت جورجیا مشغول به کار شد و همزمان با آن کار عملی خود را از طریق مکاتبه به اتمام رساند.

## حرفه
باند به‌مجرد اتمام مدرک دانشگاهی در ماه مه سال ۱۹۴۹، به کارمند ترویج کشاورزی در شهرستان اتکینسون ایالات جورجیا پیشنهاد شد و در آنجا خوک اهلی، تنباکو و درخت کاج را برای روغن تربانتین، پرورش می‌دادند. محدودهٔ کار وی از واکسینه زدن خوک‌های اهلی شروع الی فعالیت در4-H (سازمان مربوط به امور جوانان که بنیاد ملی غذا و کشاورزی و وزارت کشاورزی ایالات متحده آن را اداره می‌نماید) به‌منظور آموزش کشاورزان در مورد نوآوری‌ها در تنباکو، را در بر می‌گرفت. باند در اوایل سال ۱۹۵۲ برنامه‌ای را در مورد فواید برنامه‌های تثبیت قیمت تنباکو، راه اندازی کرد. ارائه باند مدیر کل شرکت تعاونی تثبیت تنباکوی دودی را تحت تأثیر خود قرار داد و باند را برای مصاحبه به شهر رالی ایالت کارولینای شمالی دعوت کرد. باند در ماه مه سال ۱۹۵۲ دستیار کل مدیر عمومی شد.
باند از سال ۱۹۵۲ تا سال ۱۹۹۵، با شرکت تعاونی تثبیت تنباکوی دودی که از دفاتر در خیابان فییتویل در رایل کارولینای شمالی فعالیت می‌کرد، کار کرد. این سازمان بازاریابی کالاهای تعاونی که اکنون بنام شرکت تعاونی تنباکوی ایالات متحده مشهور است، از برنامه حمایت از قیمت فدرال نظارت می‌نماید و با ذخیره‌سازی تنباکو الی مناسب تر شدن قیمت‌های بازار، در صورت خراب بودن قیمت زمینه خریداری تنباکو را با پول قرضهٔ فدرال مساعد می‌سازد. این شرکت از ایالت‌های – فلوریدا، جورجیا، کارولینای شمالی، کارولینای جنوبی و ویرجینیا- که تنباکوهای دودی در آن رشد تولید می‌شود، نمایندگی می‌نماید. باند به عنوان دستیار مدیر کل در تمامی مناطق خدمت پنج ایالت سفر کرد، با کشاورزان تنباکو دیدار و در مورد فواید سهمیه‌ها و حمایت از قیمت اطلاعات ارائه کرد. در سال ۱۹۶۸، باند مدیر کل و منشی/خزانه‌دار این شرکت شد. وی به مدت ۲۳ سال در این سمت اجرائی اجرای وظیفه نمود و در ۳۱ ماه دسامبر سال ۱۹۹۵ بازنشسته شد.
باند پس از بازنشستگی، شرکت همبستگی باند را که یک شرکت لابی‌گری دولتی به نمایندگی از پرورش دهندگان تنباکو است، ایجاد نمود.

## سیاست
در سال ۱۹۶۴ باند در هیئت تعدیلات ناحیه‌بندی شهر کری خدمت کرد. در سال ۱۹۶۵ در شورای شهر کری انتخاب شد و در سال‌های ۱۹۶۹ و ۱۹۷۱ مجدداً در این شورا انتخاب شد. این شورا در سال ۱۹۷۱ به اتفاق آراء باند را به عنوان شهردار برگزید. باند برای بار دوم در سال ۱۹۷۳ از طرف این شورا به عنوان شهردار انتخاب کرد. در سال ۱۹۷۵ ساکنین شهر کری برای انتخاب مستقیم شهردار شهر خود و برای یک دورهٔ چهار سالهٔ رای‌گیری کردند. باند در سال ۱۹۷۵ کاندید شهرداری شد - بدون مخالفت برنده شد. در سال ۱۹۷۹ برای دوره دیگر به عنوان شهردار انتخاب شد و این‌بار هم بدون مخالفت برنده شد. باند پس از دوازده سال خدمت به عنوان شهردار و هژده سال خدمت در شورای شهر، اعلام کرد که در انتخابات سال ۱۹۸۳ کاندید نمی‌کند. او گفت: «زمانی می‌رسد که باید استعفا داد و پس از ۱۸ سال، من به این مرحله رسیده‌ام». اما با این وجود، باند «یک مقام منتخب خیلی‌ها محبوب بود» و اگر می‌خواست مجدداً کاندید شود، هیچ مخالفی سر راه وی نبود.
زمانی‌که باند شهردار بود، جمعیت شهر کری از ۷٬۰۰۰ نفر به ۲۶٬۰۰۰ نفر افزایش یافت و به یکی از سریع‌الرشدترین شهر در کارولینای شمالی تبدیل شد. باند این تغییر جمعیت از «جامعهٔ بی سرو صدای کوچک رالی به گسترش برق‌آسا به شهر کوچک…» را نظارت می‌کرد. راهکار وی تشویق و مدیریت رشد بود، همزمان با آن شهر را که محل مطلوبی برای زندگی بود حفظ کرد. باند می‌خواست آنچه که وی آن را «جو روستا» می‌نامید، حفظ نماید. باند همچنین به «کری چشم‌اندازی آنچه که باید در ۲۰ یا ۳۰ سال آینده باشد»، ارائه کرد. به عنوان بخشی از این چشم‌انداز، کری نخستین شهر در کارولینای شمالی بود که به توسعهٔ واحد برنامه‌ریزی شده (PUDs) که یک راه حل منحصر به فرد به مسئلهٔ رشد کری بود، مجوز صادر کرد.
باند «خاموش وقار و برخورد پولادین و دست بکار»، توصیف شد. تحت رهبری وی شهر فعالیت‌های خود را در ادارات دولتی سازماندهی کرد و برنامه‌ریزی و مسائل سرگرمی را توسعه بخشید. شهر کری همچنین یک کتابخانه جدید و ساختمان شهرداری جدید ساخت. باند یک کمیسیون نمایش و یک برنامهٔ بهبود مرکز شهر ایجاد کرد که سبب احیای قسمت مرکزی شهر شد تا اطمینان بدهد «که شهر قدیمی کری در مسیر توسعه رو به رشد، عقب نمانده‌است».
باند همچنین راجع به این‌که پایهٔ مالیاتی شهر کری تقریباً به‌طور کامل از مالکین خانه تشکیل شده بود، نگران بود. در سال ۱۹۸۱ یک کمیسیون شورا را به‌منظور جذب توسعه صنعتی و بازرگانی ایجاد کرد. در همان سال ساکنین شهر کری همه‌پرسی را به‌هدف پایان بخشیدن به وابستگی کری به رالی با ایجاد سیستم فاضلاب و آب خود شهر، تأیید کردند. باند از این حالت گذار نظارت می‌کرد.

## خشونت پلیس
هنگامی‌که یک باشندهٔ شهر کری از ناسزای شفاهی یک افسر پلیس در سال ۱۹۸۲ شکایت کرد، باند افسر پلیس را برکنار کرد. همچنین یک معذرت‌نامه به شخص شاکی نوشت. اما، باند هرگز در مورد حادثه بحث نکرد. وی گفت: «تعقیب همیشگی این موضوع، مقصد خوبی را دنبال نمی‌کرد».
باند در هیئت مدیرهٔ بنیاد کشاورزی N.C دانشگاه ایالتی کارولینای شمالی خدمت کرد و نائب رئیس کمپین جمع‌آوری بیش از ۱۰ میلیون دلار بود. وی همچنین در هیئت مشورتی اتحادیهٔ اعتباری کارولینای شمالی، کمیتهٔ برنامه‌ریزی درازمدت بیمارستان شهرستان ویک و در کمیتهٔ مشورت‌دهی محصولات کشاورزی بانک زمین فدرال واقع شهر کلمبیای ایالت کارولینای جنوبی، خدمت کرد.